# 倉吉鴨水館
倉吉鴨水館（くらよしおうすいかん）とは鳥取県中部地区の高校卒業生を主として対象にしたNPO法人倉吉鴨水館が運営する各種学校（予備校）。県立高校併設型予備校に位置づけられる。2025年度（令和7年度）末で閉館となる。

## 概要
鳥取県立倉吉東高等学校では卒業後の浪人生に学習環境を提供する専攻科が設置されていたが、同校の専攻科が2012年度末に廃止された。長年専攻科が果たしてきた役割を踏まえ、同校のPTAや同窓会が中心となり、2013年（平成25年）にNPO法人倉吉鴨水館を設立し、同年4月に設立された（定員50人）。主として鳥取県中部地区の高校卒業生を対象とする。入館試験があり初年度は63人が志願した。2016年（平成28年）には各種学校に認可された。
入館者の減少や講師の高齢化などにより、2025年度（令和7年度）末で閉館となる（2025年1月27日に鳥取県私立学校審議会で承認）。

## 沿革
2011年（平成23年）
- 8月22日 鴨水同窓会長、元倉吉東高校長、元育友会長らが集い専攻科廃止後の生徒支援のあり方研究会立ち上げ
- 9月26日 第2回検討会 課題検討、共通認識
- 11月1日 第3回検討会 教育委員会との協議のため事前検討
- 11月14日 県教育委員会事務局と専攻科廃止後の生徒支援のあり方に関して面談、質問書提出
- 12月8日 11/14の質問書の回答が文書で届く
- 12月22日 第4回検討会 教育委員会事務局の回答内容、今後の対応を検討

2012年（平成24年）
- 5月31日 第5回検討会 陳情書提出に向け協議
- 6月7日 育友会・鴨水同窓会による「倉 吉東高補習科(仮称)設置の陳情」提出。育友会評議員会で確認
- 6月25日 第6回検討会 より詳細な体制協議
- 8月21日 県議会総務教育常任委員会が陳情に関する調査で来校。同窓会長、歴代育友会長らが対応　　委員会への提供資料
- 9月27日 県教育長へ中部高等学校PTA会長連名で6千余名分の署名を提出
- 10月12日 県議会で「倉吉東高補習科(仮称)設置の陳情」が趣旨採択
- 10月29日 設立準備委員会開催
- 11月13日 設立総会開催
- 11月15日 特定非営利活動法人（NPO）倉吉鴨水館認証申請受理
- 12月7日 NPO認証申請の縦覧県告示（第803号）
- 12月12日 第1回理事会（兼倉吉東高との意見交換会）開催

2013年（平成25年）
- 1月16日 第2回理事会（兼倉吉東高との意見交換会）開催
- 1月16日 特定非営利活動法人として認証
- 1月23日 法人登記が完了
- 2月6日 第3回理事会（兼倉吉東高との意見交換会）開催
- 2月27日 第4回理事会（兼倉吉東高との意見交換会）開催
- 3月12日 臨時総会及び第5回理事会開催
- 3月31日 開館式
- 4月6日 第一期生入館式

2016年（平成28年）
- 7月29日 各種学校認可

2017年（平成29年）
- 4月1日 各種学校として開校　JRの定期券などの学割対象校となる